# Novella Cantarutti
Novella Aurora Cantarutti (Spilimbergo, 26 agosto 1920 – Udine, 20 settembre 2009) è stata una poetessa e scrittrice italiana, nota per le sue poesie in lingua friulana.

## Biografia

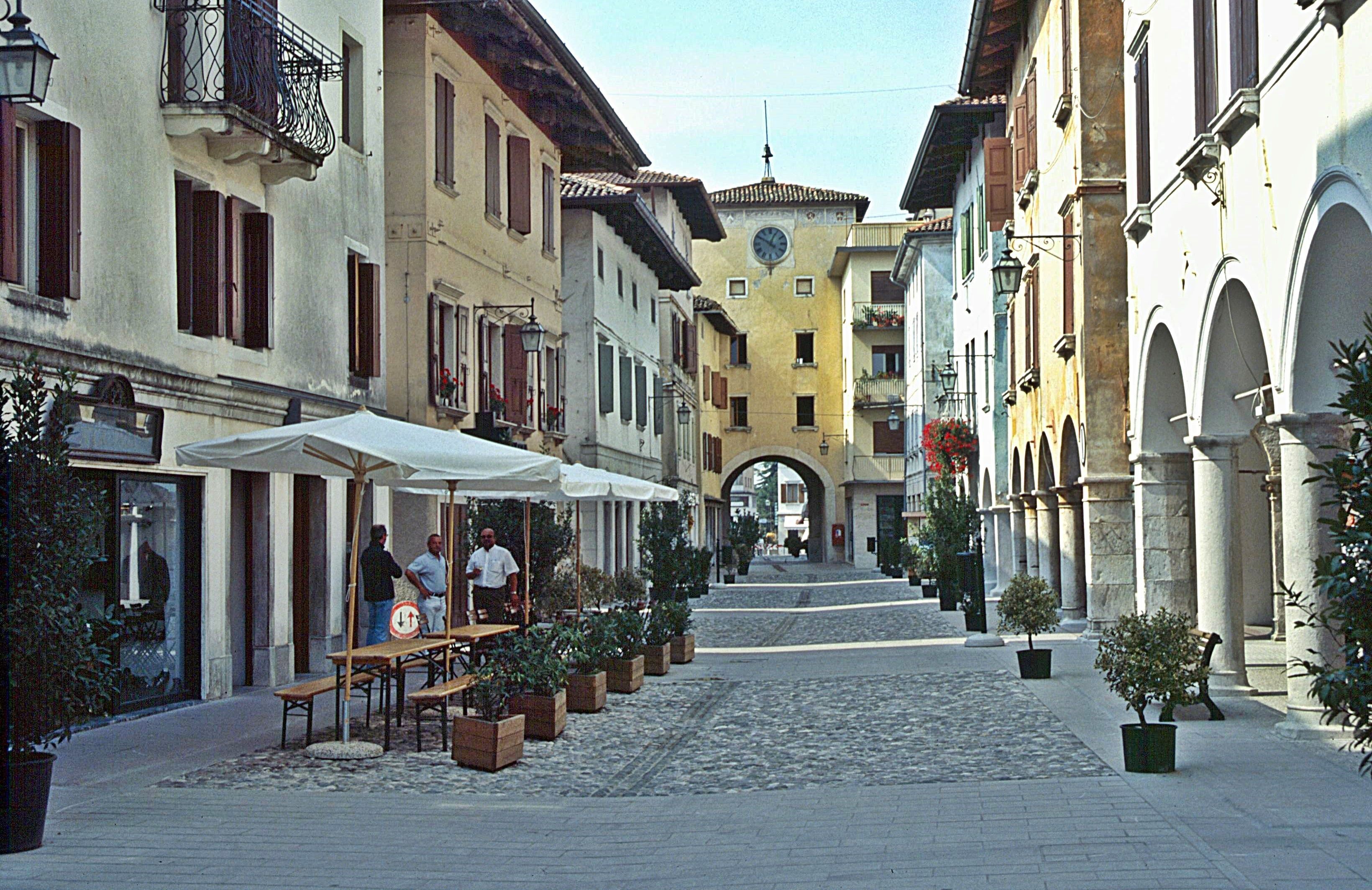
Spilimbergo: una via cittadina

Nata nel 1920 a Spilimbergo, comune della provincia di Pordenone, dopo gli studi classici, si è laureata in lettere all'Università di Roma e  ha insegnato italiano nelle scuole di Udine.
Compone i suoi primi lavori letterari in lingua friulana nel 1941, ma solo dopo la fine della guerra, dal 1946, ha pubblicato alcune composizioni, sempre in lingua friulana, su riviste locali, quali Il strolic furlan, Ce fastu? e Quaderno romanzo di Pasolini.
Una raccolta di racconti della tradizione orale del Friuli, curata da Cantarutti, è apparsa nel volume Oh, ce gran biela vintura! (1986). Gran parte della sua produzione poetica è stata pubblicata nei volumi In polvara e rosa (1989) e Clusa (2004).
Ha collaborato intensamente con il periodico autonomista La patrie dal Friûl.
È morta a Udine, a ottantanove anni, nel 2009.

## Opere
- Risultive, con Bernardino Virgili e Lelo Cjanton, Udine, Edizioni Risultive, 1950.
- Puisiis, Treviso, Edizioni di Treviso, 1952.
- La femina di Marasint. Conti, Udine, Società filologica friulana, 1964.
- Scais, Udine, Tarantola-Tavoschi, 1968.
- Pagjni' seradi', Udine, Società filologica friulana, 1976.
- Oh, ce gran biela vintura! Narrativa di tradizione orale tra Meduna e Mujé, Udine, Centro studi regionali, 1986.
- In polvara e rosa. Crevaduri, scais, puisiis, Udine, Arti grafiche friulane, 1989.
- Segni sul vivo, Udine, Arti grafiche friulane, 1992.
- Bel che la di 'a discrosa li ali. 1946-1957, Pordenone, Biblioteca dell'immagine, 1994.
- La lienda dal pitour ch'al veva i voi distudâz, Montereale Valcellina, Circolo Culturale Menocchio, 1994.
- Il bal da li' fati', Montereale Valcellina, Circolo culturale Menocchio, 1997.
- Sfueis di chel âtri jeir, Udine, Società filologica friulana, 1997.
- Clusa (siepe). Poesie dal 1991 al 2004, Meduno, Circolo Culturale di Meduno, 2004.
- Raccontare di castelli in Friuli, Montereale Valcellina, Circolo Culturale Menocchio, 2006.
- Cencia sunsûr. Poesie e testi, Montereale Valcellina, Circolo culturale Menocchio, 2008.